# Bogdan Walendziak
Bogdan Stanisław Walendziak (ur. 4 listopada 1933, zm. 23 czerwca 2017) – polski zawodnik oraz działacz łyżwiarstwa szybkiego, członek polskiej kadry narodowej. 

## Życiorys
W latach 1952–1972 był zawodnikiem Klubu Sportowego Olimpia Elbląg, ponadto był również zawodnikiem polskiej kadry narodowej. W dorobku miał między innymi dwukrotne zdobycie brązowego medalu na dystansach: 5000 i 10 000 metrów w trakcie mistrzostw Polski, a także udział w  Pucharze Tatr rozgrywanym w Zakopanem. 